# Lipocarpha micrantha
Lipocarpha micrantha là loài thực vật có hoa trong họ Cói. Loài này được (Vahl) G.C.Tucker mô tả khoa học đầu tiên năm 1987.

## Hình ảnh

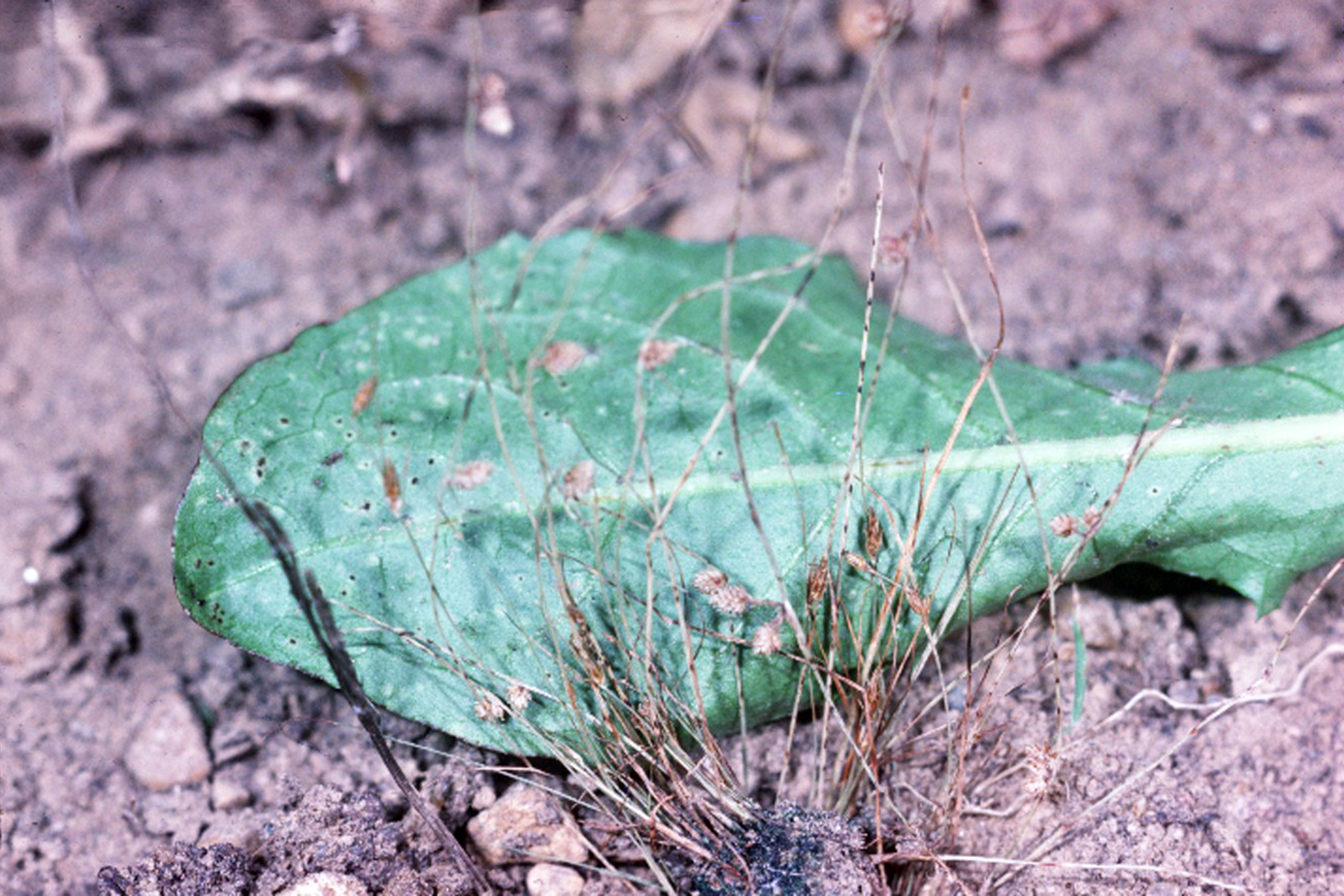
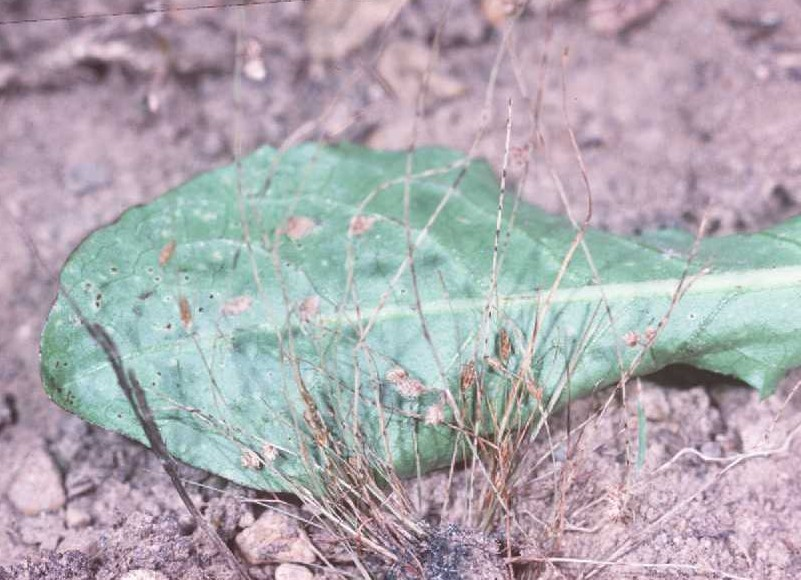